# Милутинова грамота за скита „Света Петка“ в Тморане
Грамотата на сръбския крал Стефан Урош II Милутин за скита „Света Петка“ (на сръбски: Повеља (Хрисовуља) краља Стефана Уроша II Милутина о келији Свете Петке у Тморанима) е дарствен хрисовул, издаден около 1300 г., с който сръбският крал възстановява властта на Хилендарския манастир върху монашеския скит „Св. Петка“ до село Тморане, Скопие, и върху неговите владения, които за целта са потвърдени и увеличени с нови имоти и още зависимо население. Грамотата се съхранява в архива на манастира Хилендар в Света гора под номер 6, топографска сигнатура А 3/2. От съдържанието на документа става ясно, че въпросният монашески скит е основан и надарен първоначално от българския болярин Прибо през 30-те години на XIII в., когато Скопската област се е намирала в пределите на Българската държава.

## Исторически контекст
Монашеският скит „Св. Петка“ е основан от българския протосеваст Прибо през 30-те години на XIII в., когато Скопие и прилежащата му област се намират в границите на Българското царство при цар Иван Асен II. През 1258 г., когато областта вече била превзета от сърбите, Тморане и скитът били подарени от крал Стефан Урош I на манастира Хилендар. На следващата година ромеите превзели отново Скопската област и отчуждили Тморане и обителта от владенията на Хилендар. Така през 1300 г., когато Скопие и областта му отново се намирали в пределите на Сръбската държава, крал Стефан II Милутин отново предал на Хилендар скита „Св. Петка“ заедно с лозето му и нивите, както и с обширни землища, в които попадали селата Тморане и Вораша. Освен това имотите на скита били увеличени, като към тях сръбският крал прибавил още част от бивш имот на протосеваст Прибо и една гора. Освен имоти и зависими хора, скитът получил и данъчен имунитет, като хората и имотите му били освободени от светски данъци и повиности. За тази цел от канцеларията на сръбския крал издали хрисовул, който бил предаден на монасите от Хилендар. Дареното от Милутин било признато от Андроник II Палеолог през 1324 г. и от крал Стефан Душан – през 1348 г.

## Характеристики
Грамотата е изписана с черно мастило върху пергамент с размер 240 x 665 мм. Писмото е уставно. Документът завършва с подпис на краля, изписан с червено мастило. Кръстовете преди и след кралския подпис, инвокационният кръст и инициалът в началото на текста също са изписани с червено мастило.
Документът е снабден със златен кралски печат, прикрепен посредством червена, неусукана копринена връв, прекарана през два прореза в долната част на пергамента. Диаметърът му е 35 x 36 мм. От лицевата страна на печата в цял ръст е изобразена фигурата на краля, стоящ върху подножник (супедион). На главата си носи заострена зърнеста корона с препендули. В дясната си ръка кралят държи скиптър, завършващ с дванадесетокрилен кръст, а лявата си ръка е поставил на гърдите. Легендата в полето заема пет реда и пресича образа на краля. Надписът гласи: † Ѡ ХСТЕ БОꙀЕ ПРВОВЕРНИ ЦАР СТЕФАНЕ ВСЕ ꙀМЛИ СРПС (В ХРИСТА БОГА ПРАВОВЕРНИ ЦАР СТЕФАН НА ВСИЧКИ ЗЕМИ СРЪБСКИ). Върху реверса на печата в цял ръст, стъпил върху подножник, е изобразен свети Стефан Първомъченик с ореол около главата, кандилница в дясната ръка и потир в лявата. Легендата от тази страна е разположена хоризонтално в полето и заема неравномерно четири реда, които прескачат през фигурата на светеца. Надписът гласи †СТИ СТЕФАНЕ ПРВОЧЕНИК ОРГ (СВЕТИ СТЕФАН ПЪРВОМЪЧЕНИК ОРГ), като последната дума най-вероятно е съкратено изписване на думата архидякон.
Грамотата няма дата. Отнасянето ѝ към 1300 г. е въз основа на фактологични податки от съдържанието ѝ. Особеност на писмото ѝ са случаите на употреба на буквата ю вместо ꙋ и ѹ (страню, о(ть)цю), както и на ѧ (грѧдомь).
В полето на документа има маргинални бележки от по-късно епоха:
- бележка от XIV век:  Хрисоволь крал Ꙋроша ꙁа село Тморани ꙋ Скопи[8]
- бележка на монаха Никандор: Сеи хрисовꙋль єсть кралѧ Стефана Оуроша II Милутина[9] и дань есть монастырю нашемꙋ и пишеть в' немь како дарꙋеть село Тморани оу Скопиіѧ с' церковію Светыѧ Петкы со всѣми окресности еѧ, и оутверждаеть хрисовꙋлемь симь тамошнѧѧ.[8]

- бележка от XX век: Бр. 10[8]

## Текст на грамотата

### на средновековен сръбски[10]
† Понеже ѡбрѣте кралевьство мыи, ꙗко господинь ми ѡтьць, светопочивⸯши краль приложиль бѣше манастироу Светои Богородици оу Светои Горѣ, Хиланⸯдароу, оу Скопьскои странѣ, вь мѣстѣ рекомѣмь Тⸯморане келию Свете Петⸯке, кою ѥ быль сьꙁдаль нѣкто протосѣвасть ꙁагорьскыи Прибо вь дьни Асѣна цара. И пакь бѣше таꙁи келиꙗ ѡтьстоупила ѡть манастира, кьгии и Скопиѥ бѣше ѡтьстоупило ѡть кралевьстⸯва нашего; да кьды и пакь прѣѥ кралевьство ми Скопьскꙋ страню, тьди пакь повратихь манастироу выише реченⸯноую келию да си ю дрьжии ⁘ И понеже Богь пакыи изволи и створи соуродьство сⸯ кралевьствомь ми и прѣвыисокы царь Грькомь, и бысть родитель кралевьствоу ми и дарова ми Скопскоу страню. Тѣмⸯже и кралевьство ми ꙁаписа си хроусовꙋль вь сврьшеноѥ поданиѥ и вь оутврьждениѥ ⁘ Такожде се и оумоли кралевьство ми господиноу и ѡтьцю ми царю светомоу, да се оустворить ꙁаписаниѥ ꙁлатопечатⸯноѥ ѡть лица светаго царьства ѥго вь оутбрьжениѥ вь боудоущеѥ вѣкыи, да има выше реченⸯню келию манастирь рекоми Хиланⸯдарь сь всѣми правинами и сь ѡбⸯдрьжаниѥмь что си ѥсть имала ѡть хⸯтитора ѡногаꙁи Ꙁагоранина, или ѥ кто и послѣ приложиль что: наипрьво виноградь ѡколь црькве что ѥсть црьквь насадила, и людиѥ црьквныи что си имаю виноградь и что си хоте насадити; и оу селѣ оу Ворашахь ꙁемⸯле коупленице на четири мѣста на .Р҇. кⸯбⸯль; и ѡколь Петⸯкова крьста ꙁемⸯле ꙁадоушьне на .Е͠І. кⸯбⸯль; и оу Тⸯморахь нивиꙗ на .К͠Ѕ. ꙁевⸯгарь. И пакь кралевьство ми ѡгледа ѥре мало имать ꙁемⸯле келиꙗ Свете Петⸯке, и ѡбрѣте се ꙁемⸯла по ѡнои странѣ Велике оу Свиновѣхь, коупленица хтитора сиѥꙁи келиѥ протосѣваста Приба, ноу ѥсть была ꙁавалена врѣменⸯныими прѣмѣницами, да кьди ю ѡбрѣте кралевьство ми и оуꙁехь ю оу цариноу, ї иꙁисках ю, ѥре не би ничиꙗ бащина, нь ю ѥсть коупиль протосѣвасть Прибо ѡть Арьбела и ѡть Калогюрⸯга, и ѡтьцѣпихь ѡть теꙁи ꙁемⸯле и дахь манастироу на триста великыихь кⸯбль, а ѡстатⸯне оудрьжахь оу цариноу ⁘ А се меге тоиꙁи ꙁемⸯли: ѡть горьнега краꙗ на Братилⸯць, на врьбоу, на црьквище, и ѡть црьквища на царевь поуть, и тоу междьникь, и ѡть долⸯнега краꙗ на тополоу, и на поуть како греде оу Таворь, и тꙋ междьникь, и прѣсⸯ поуть на кроушькоу ⁘ И такожде имь приложи кралевьство ми гороу да си сѣкоу лаꙁове, и что си соу растⸯрѣбили црьквни людиѥ. А се меге оу горѣ: на Манотино селище, и прѣꙁь дѣль на Соушицоу, и на Липьць Грьдомановь ⁘ А се людиѥ црьковⸯни коихь да кралевьство ми манастироу: Десиславь, и ꙁеть моу Радь, Ꙗань, Бериславь, ꙁеть моу Драгиꙗ, и дроуги моу ꙁеть Тоудорь, Драгославь, ꙁетⸯ моу Витань, Смѣдь, Станько, шоура моу Добре, Братиꙗнь, Куриꙗкь, Радинь, пашеногь моу Драгиꙗ – тиꙁи вси ѡтроци; а се парици – Градь, синь моу Стань ковачь, и ꙁеть моу Драгиꙗ, Нико, и ꙁеть моу Добрень, Блаꙁⸯно, Мирень, брать моу Моурьтать, Братⸯко, Прьве, Гроꙁѣн, Добре, и брать моу Драгиꙗ, Нѣгославь, Братославь, Беро, Драгославь, и ꙁеть моу Иванько, Волень, и брать моу Стань, и ꙁеть моу Драгиꙗ, Срьдань, Никола, Калимань, Владьць, Нѣго, Тихо, Коста, Стань, Радинь, Владь, пашенога оудовица Момена и ꙁⸯ дѣцами си, дроуга оудовица Братослава жена и ꙁⸯ дѣцами сии ⁘ И кь семоу же оуствори кралевьство ми милость сиѥꙁи келии, и сь всѣмь и лоудьмь, да ѥсть свободно ѡть всакыихь работь кралевьства ми малихь и великыихь, коѥ бывають по врѣменеви или оу градоу или по ꙁемⸯли; и дани никоѥре да не приплакаю ни ꙁемⸯломь, ни ꙁградамь, ни мале ни велике, ни ѡброка никакⸯва. И ꙁлато царьско да имⸯ се не намеке. И кефалиꙗ градьскыи да не има ѡбласти тамо, ни инь владалць никои. И властелинь кто любо, и ѡть соуродьникь моихь, аке оулѣꙁѣ тамо и ꙁабавить что, да плати кралевьствоу ми .В͠І. волии. И сиѥ приношениѥ приложи кралевьство ми на прѣкоище братиꙗмь домоу светыиѥ Богородице Хиландарьскыиѥ. Да иже дасть Богь господьствовати по кралевьствѣ ми – или сынь кралевьства ми, или соуродникь кралевьства ми, или нѣкто си ине стране кто име дрьжати Скопьскоу страноу – аще кто дрьꙁнеть и раꙁорить сиѥ моѥ ꙁаписаниѥ, таковомоу да ѥсть мьстительца прѣчистаꙗ ми Богородица Хиландарьска на Страшⸯномь соудищи Христовѣ, и да ѥсть проклеть ѡть .В͠І. светыихь апостоль врьховныхь, и ѡть седьмьдесеть, и ѡть триста и ѡсмьнадесете светыихь ѡтьць Прьваго сбора иже вь Никеи, и ѡть господина ми светаго Симеѡна и ѡть кирь Савы, и ѡть мене грѣшⸯнаго да ѥсть проклеть вь си вѣкь и вь боудоущии.

## превод на български език
| „      | I. Понеже кралството ми установи, че господин баща ми, светопочившият крал, беше придал към манастира „Света Богородица“ в Света гора, Хилендар, скита, посветен на света Петка, който се намира в Скопската област, край селото, наречено Тморане, и който е бил изграден от някой си загорски протосеваст Прибо в дните на цар Асен. Този скит беше отделен от манастира, когато и Скопие се беше отделило от моето кралство. Когато кралството ми пак завзе скопската страна, върнах отново на манастира гореспоменатия скит да си го владее. И понеже бог по-късно реши и направи родство между кралството ми и превисокия цар на гърците, [който] и стана родител на кралството ми и ми подари скопската страна, затова от своя страна кралството ми написа този хрисовул за извършеното дарение и за утвърждение. Така също кралството ми измоли от господин баща ми и светия цар да се направи златопечатно писмо от страна на неговото свето царство за потвърждение в бъдещите векове, така че манастирът, наречен Хилендар, да притежава гореспоменатия скит с всичките права и с имотите, които е имал от онзи ктитор загорянин [Прибо] или който някой после му е прибавил, а именно: най-първо лозето край черквата, което тя е насадила, и черковните хора, които работят лозето или каквото биха искали да насадят, и в село Вораша закупена земя [купленица] на четири места по 100 къбла, и край Петков кръст наследствена земя [задушна] 15 къбла, и около Тморане 26 зевгара ниви. II. И все пак кралството ми видя, че малко земя има скитът „Света Петка“; но намери се земя от другата страна на [река] Велика [Вардар] около [село] Свинови, имот [купленица] на ктитора на този скит, протосеваст Прибо, която е била заграбена от временни владелци, та като я намери кралството ми, взех я към царската и я изисках, защото не е ничия бащина, но я е купил протосеват Прибо от [лицата] Арбел и Калогюрги, и отделих от тази земя и дадох на манастира триста големи къбла, а останалото запазих в царската [земя]. И ето междите на тази земя: от горния край до Братилец, до върбата, до Цръквище, а от Цръквище до царския път и тук е междникът [граничният камък]; и от долния край до тополата и до пътя, който отива към Тавор, и тук междник; и през пътя към крушата. III. И така също кралството ми прибави към това гора да си секат лазове и каквото са разчиствали черковните хора. И ето междите в гората: до Манотиното селище и през хълма до Сушица и до Липц Гръдоманов. IV. Ето и черковните хора, които даде кралството ми на манастира: Десислав и зет му Рад, Ян, Берислав, зет му Драгия и другия му зет Тудор, Драгослав, зет му Витан, Смед, Станко, шурея му Добре, Братиян, Кириак, баджанака му Драгия – всичките тези са отроци. Ето и париците: Гръд, сина му, ковача Стан и зет му Драгия, Нико и зет му Добрен, Блазко, Мирен, брат му Ртат, Братко, Пръве, Грозен, Добре и брат му Драгия, Негослав, Братослав, Беро, Драгослав и зет му Иванко, Волен и брат му Стан и зет му Драгия, Сръдан, Никола, Калиман, Владец, Него, Тихо, Коста, Стан, Радин, Влад баджанака, вдовицата Момена с шестте ѝ деца, другата вдовица, жената на Братослав с шестте ѝ деца. V. И към това даде кралството ми милост на този скит с всичките му хора да е свободен от всякакви тегоби, малки и големи, които стават в съответното време към града и из полето. VI. И да не доплащат никакви данъци, малки или големи, нито за земите, нито за сградите, а също и оброк. VII. И да не им се изисква царското злато (?). VIII. И градският кефалия да няма там власт, нито някой друг владетел. IX. И ако някой владетел, който и да е, дори от моите сродници, влезе там и задържи нещо, да плати на кралството ми 12 вола [волии?]. X. И това дарение прибави кралството ми за успокоение на братята от дома, [поставен] на Богородица Хилендарска, така че, който даде бог да господства след кралството ми – било синът на кралството ми, било сродник на кралството ми, било друг някой – и да владее скопската страна, ако някой дръзне и наруши този мой запис, да му отмъсти пречистата Богородица Хилендарска на страшния съд Христов и да бъде прокълнат от дванайсетте върховни свети апостоли и от седемдесетте [апостоли] и от триста и осемнадесетте отци, [членове] на първия [църковен] събор в Никея, и от господаря ми свети Симеон, и от кир Сава, и от мене грешния да бъде проклет в този век и в бъдещия. Стефан Урош, в Христа бога благоверен крал и самодържец на всички сръбски и поморски земи. | “ |
| [ 12 ] | |   |

## Издания
- Стојановић, Љ. (1890). Споменик, T. III. Београд, pp. 12 – 13, https://books.google.com/books?id=Vo_JDIEf4KwC&pg=PA12
- Korablev, B. (1915). Actes de Chilandar slaves. Deuxième partie publiés par В. Korablev. Actes de Chilandar, publiés par le R. P. Louis Petit et В. Korablev. – ВИЗАНТІЙСКІЙ ВРЕМЕННИКЪ, Приложеніе къ XIX тому. № 1., Actes de l’Athos. V,  400 – 402, http://www.vremennik.biz/opus/BB/XIX/58351
- Петров, П. (1960). Протосеваст Прибо, български феодален владетел в Македония през първата половина на XIII в.. Изследвания в чест на Марин Дринов. София: БАН, pp. 521 – 524
- Славева, Лидија; Илиевска, Кр. et al. (1975). Грамота на крал Милутин за ќелијата Св. Петка во с. Тморане, In: Мошин, В. (ed). Споменици за средновековната и поновата историја на Македонија, Том I. Скопје, pp. 251 – 260
- Мошин, Владимир; Ћирковић, Сима; Синдик, Душан (2011). Зборник средњовековних ћириличких повеља и писама Србије, Босне и Дубровника. Књ. 1, 1186 – 1321., Извори за српску историју, књ. 9. Ћирилички извори. Београд: Историјски институт, pp. 331 – 333, ISBN 978-86-7743-090-0, https://books.google.com/books?id=yeqKDwAAQBAJ&pg=PA331